# Радіо Віталій Миколайович
Віта́лій Микола́йович Ра́діо (1980—2024) — український військовослужбовець, учасник російсько-української війни, головний сержант єгерської роти 68-ї окремої єгерської бригади ім. Олекси Довбуша. Герой України (2024, посмертно).

## Життєпис
Народився 22 жовтня 1980 року в селі Кургани Рівненської області. Після закінчення Курганської загальноосвітньої школи І—ІІ ступенів у 1995 році навчався в Березнівському професійно-технічному училищі. Проходив військову строкову службу.
Спершу спробував себе в ролі меблевого фахівця. Згодом знайшов своє покликання, коли почав займатись будівельною справою. Більшу частину свого життя військовик працював будівельником, виконував індивідуальні замовлення. Завжди освоював нові техніки, переглядав багато відео на просторах Інтернету, аби покращити свою кваліфікацію. Найуспішнішим проєктом свого життя став власний будинок, який Віталій побудував сам для своєї сім'ї. У Віталія залишились дружина Наталія та двоє дітей: старший син Богдан та донька Віта. Сім'я відігравала найважливішу роль у житті чоловіка.
У мирному житті захисник був щирим, доброзичливим, чуйним, готовим завжди прийти на допомогу. Мав велике коло друзів, усі вважали його душею компанії, оскільки завжди знав, що сказати, який жарт розповісти та які слова підтримки обрати. Стосовно інтересів, то Віталій захоплювався риболовлею та збиранням грибів. До того ж, полюбляв проводити вечори при перегляді футбольних матчів; завжди вболівав за «Динамо» Київ та українську національну збірну.
Захищав Україну з перших днів повномасштабного вторгнення російських окупантів в Україну. Служив головним сержантом 2-ї єгерської роти 1-го батальйону в 68-й окремій єгерській бригаді ім. Олекси Довбуша. Брав участь у заходах, необхідних для забезпечення оборони України, перебуваючи в с. Богоявленка та м. Селидове Донецької області, смт Борова Харківської області.
У Віталія доволі рідкісне, але надзвичайно цікаве прізвище Радіо, яке і стало його позивним з самого початку. Хоча багато молодших побратимів звертались до нього «Миколайович», аби виразити повагу.
Наприкінці березня цього року він дістав завдання очолити групу підсилення, яка під час штурму н.п. Семенівка Донецької області услід за штурмовими групами мала зачистити місцевість та будівлі від залишків окупантів.
Бійці під командуванням Радіо обережно просувалися околицею села та обстежували будинки. В ході спорадичних зіткнень старший сержант особисто знешкодив автоматним вогнем 10 ворогів.
Однак 1 квітня противник виявив групу й завдав удару дроном-камікадзе. Почувши звуки дрона, Радіо віддав наказ групі розосередитись та в останній момент відштовхнув від себе бійця, який був поруч і забарився з реакцією. Від удару Віталій зазнав поранень, несумісних з життям, внаслідок яких загинув 1 квітня 2024 року в Донецькій області.
У підсумку група Радіо виконала поставлене завдання. А сам він удостоєний звання Герой України за особисту мужність і героїзм, виявлені у захисті державного суверенітету та територіальної цілісності України, самовіддане служіння Українському народові.
Побратим «Італієць» розповів про Героя: «Молоде поповнення весь час рівнялося на Віталія. Це був дуже відважний воїн, людина слова і справжній друг. Він назавжди залишиться в пам'яті нас усіх».

## Нагороди
- Почесна відзнака командувача військ оперативного командування «Захід» «Срібний хрест» (17.08.2023).
- Відзнака командувача Сухопутних військ — нагрудний знак «За особисту хоробрість» (27.08.2023).
- Відзнака «Хрест воїна-єгеря» I ступеня.
- Звання Герой України з удостоєнням ордена «Золота Зірка» (23 серпня 2024, посмертно) — за особисту мужність і героїзм, виявлені у захисті державного суверенітету та територіальної цілісності України, самовіддане служіння Українському народові[5].